# ジル・ベイヤー
ジル・ベイヤー（フランス語: Gilles Beyer, 1958年1月25日 - 2023年1月19日）は、フランス出身のフィギュアスケート選手（男子シングル）。フィギュアスケートコーチ。1978年フランス選手権優勝。

## 経歴
フランス代表コーチに就任したが、2000年代前半に不正行為の調査対象となり、ベイヤーが若いスケーターに「深刻な行為」を繰り返していたことが判明、スポーツ省は2001年にベイヤーとのテクニカル・アドバイザー契約を打ち切った。解任後もアイスホッケークラブ「Les Francais Volants」で仕事を続け、2018年までの数年間は、フランスアイススポーツ連盟（FFSG）の執行部メンバーも務めた。
2020年に、サラ・アビトボルが1990年から1992年までコーチのベイヤーから性的虐待を受けていたことを告発、ベイヤーは「不適切」で「親密な」関係があったことを認め、謝罪した。
2023年1月18日死去。66歳。弁護士の発表では「以前から重病」であった。
妻はキャンディス・ディディエの振り付けやジェレミー・コロのコーチを務めたKatia Krier。

## 主な戦績
| 大会/年        | 1973-74 | 1974-75 | 1975-76 | 1976-77 | 1977-78 | 1979-80 |
| -------------- | ------- | ------- | ------- | ------- | ------- | ------- |
| 世界選手権     | 22      | 19      |         |         | 15      |         |
| 欧州選手権     |         |         | 16      |         | 10      | 13      |
| フランス選手権 | 3       | 2       | 2       | 3       | 1       | 3       |